# Rețiukivșciînska, Drabiv
Rețiukivșciînska (în ucraineană Рецюківщинська) este o comună în raionul Drabiv, regiunea Cerkasî, Ucraina, formată numai din satul de reședință.

## Demografie
Componența lingvistică a comunei Rețiukivșciînska
     Ucraineană (97,35%)
     Rusă (2,65%)
Conform recensământului din 2001, majoritatea populației comunei Rețiukivșciînska era vorbitoare de ucraineană (97,35%), existând în minoritate și vorbitori de rusă (2,65%).